# Крах Silicon Valley Bank

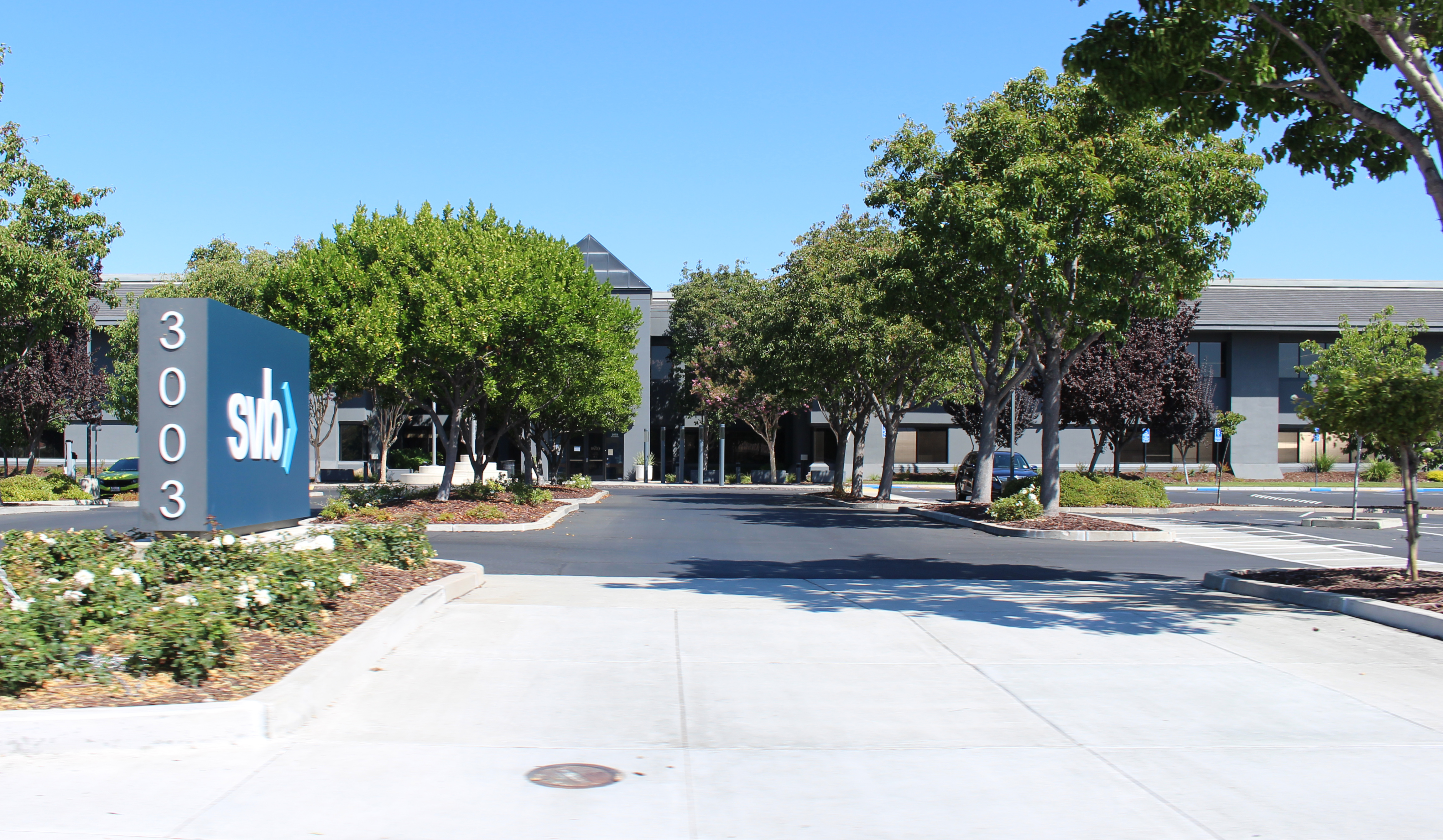
Штаб-квартира Silicon Valley Bank находится в Санта-Кларе, Калифорния.

Silicon Valley Bank (SVB) закрылся 10 марта 2023 года после банкротства. Это крупнейшее банкротство банка со времён кризиса 2008 года и второе по величине в истории США.
Во время пандемии COVID-19 технологический сектор пережил период роста. Воспользовавшись увеличением депозитов в 2021 году, SVB приобрёл долгосрочные казначейские облигации. Рыночная стоимость этих облигаций снижалась в течение 2022 и 2023 годов, поскольку Федеральная резервная система (ФРС) повысила процентные ставки, чтобы обуздать всплеск инфляции. Более высокие процентные ставки также повысили стоимость заимствований по всей экономике, и некоторые клиенты Silicon Valley Bank начали снимать деньги для удовлетворения своих потребностей в ликвидности. Чтобы собрать наличные для выплаты средств своим вкладчикам, SVB объявил 8 марта, что он продал ценных бумаг на сумму более 21 миллиарда долларов США, занял 15 миллиардов долларов и проведёт экстренную продажу части своих казначейских акций[уточнить], чтобы привлечь 2,25 млрд долларов, включая 500 млн долларов General Atlantic. Это объявление вкупе с предупреждениями от известных инвесторов Silicon Valley вызвало банкротство банков, поскольку на следующий день клиенты вывели средства на общую сумму 42 миллиарда долларов.
Утром 10 марта 2023 года Калифорнийский департамент финансовой защиты и инноваций наложил арест на SVB и передал его под управление Федеральной корпорации по страхованию вкладов (FDIC). Около 89 процентов депозитных обязательств банка на сумму 172 миллиарда долларов превысили максимальный размер, застрахованный FDIC. Через два дня после сбоя FDIC получила исключительные полномочия от Казначейства и объявила совместно с другими агентствами, что все вкладчики получат полный доступ к своим средствам на следующее утро. Стремясь продать с аукциона весь банк или его части, FDIC 13 марта вновь открыла его как вновь организованный промежуточный банк, названный «Silicon Valley Bridge Bank, N.A.», заменив более ранний план по удовлетворению вкладчиков через национальный банк страхования вкладов и выплаты дивидендов.
Крах SVB оказал значительное влияние на стартапы в США и за рубежом, многие из которых не могли снимать деньги из банка в течение ограниченного периода времени. Пострадали и другие крупные технологические компании, медиакомпании и винодельни. Для ряда основателей и их спонсоров из венчурного капитала этот банк был предпочтительным.

## Предыстория
SVB был коммерческим банком, основанным в 1983 году, со штаб-квартирой в Санта-Кларе, штат Калифорния. На момент своего краха SVB был 16-м по величине банком в США и был сильно ориентирован на обслуживание компаний и частных лиц из технологической отрасли. Почти половина американских компаний в области здравоохранения и технологий, поддерживаемых венчурным капиталом, финансировалась SVB. Клиентами банка были такие компании, как Airbnb, Cisco, Fitbit, Pinterest и Block, Inc. В дополнение к финансированию венчурных компаний, SVB был хорошо известен как источник частных банковских услуг, личных кредитных линий и ипотечных кредитов для технологических предпринимателей, а также специализированного кредитования новых компаний с более высоким риском. Silicon Valley Bank требовал эксклюзивных отношений с теми, кто брал взаймы у него. По данным Калифорнийского департамента финансовой защиты и инноваций, до 9 марта 2023 года SVB находился в «хорошем финансовом состоянии» (sound financial condition), хотя в начале года всё большее число продавцов коротких позиций стали нацеливаться на SVB. Сотрудники получили свои ежегодные премии 10 марта 2023 года, за несколько часов до того, как правительство взяло компанию под свой контроль.
По состоянию на отчет о последнем звонке банка, поданный 31 декабря 2022 года, общий объём активов банка составлял 209 миллиардов долларов, а общий объём депозитов — 175,5 миллиарда долларов, из которых, по оценкам банка, 151,6 миллиарда долларов (86,4 процента) были незастрахованными.

## Ход событий

### Потери
Депозиты банка увеличились с 62 миллиардов долларов в марте 2020 года до 124 миллиардов долларов в марте 2021 года, благодаря влиянию пандемии COVID-19 на науку и технологии. Большая часть этих депозитов была вложена в долгосрочные казначейские облигации, поскольку банк стремился к более высокой доходности инвестиций, чем это было возможно по краткосрочным облигациям. Текущая рыночная стоимость этих долгосрочных облигаций упала из-за роста процентных ставок во время всплеска инфляции в 2021—2023 годах, и они стали менее привлекательными в качестве инвестиций по сравнению с более новыми выпусками облигаций. В апреле 2022 года главный специалист по рискам SVB ушел в отставку, а преемник был назван только в январе 2023 года — период, совпадающий с периодом повышения процентных ставок .
На конец 2022 года у банка был портфель облигаций на сумму 117 миллиардов долларов, разделенный на портфель облигаций, удерживаемых до погашения, на сумму 91,3 миллиарда долларов (это означает, что они не были выведены на рынок и прибыль или убытки не будут реализованы до погашения) и портфель облигаций, имеющихся в наличии для продажи, на сумму 26 миллиардов долларов (который как следует из названия, был выпущен на рынок). На тот момент нереализованные убытки по ценным бумагам, удерживаемым до погашения, отмеченные на рынке, превысили 15 миллиардов долларов. Банк не хеджировал процентный риск по этой части своего портфеля облигаций, по-видимому, по той же причине, что и большинство банков: само хеджирование колебалось бы в зависимости от рынка, в то время как смысл удержания облигаций до погашения заключается в том, чтобы удерживать их по номиналу. Большинство банков минимизируют процентный риск в своих портфелях, удерживаемых до погашения, покупая краткосрочные облигации. Банк действительно застраховал от процентного риска свой портфель ценных бумаг, имеющихся в наличии для продажи, создав портфель процентных свопов на сумму 15,2 миллиарда долларов к концу 2021 года.
В то же время компании-стартапы забрали депозиты из банка для финансирования своих операций, поскольку получить частное финансирование стало труднее. Серия увольнений в технологическом секторе, начавшаяся в 2022 году, также привела к тому, что вкладчики сократили свои сбережения. В течение первой половины 2022 года банк получил прибыль в размере 517 миллионов долларов, размотав процентные свопы на сумму 11 миллиардов долларов по своему портфелю облигаций, имеющихся в наличии для продажи. К концу года у неё было всего 563 миллиона долларов в виде свопов, защищающих этот портфель. В начале 2023 года, чтобы собрать необходимые денежные средства для финансирования вывода средств, банк продал все свои ценные бумаги, имеющиеся в наличии для продажи, осознав убыток в размере 1,8 миллиарда долларов. Банк подвергся критике за то, что его объявление было сделано вскоре после того, как Silvergate Bank, который обслуживал пользователей криптовалют, начал сворачивать свои операции, и за то, что он не выделил частное финансирование до объявления.
Некоторые банковские эксперты заявили, что банк лучше управлял бы своими рисками, если бы не Закон об экономическом росте, регулировании и защите прав потребителей (EGRRCPA), принятый в 2018 году и поддержанный генеральным директором SVB Грегом Беккером, который сократил частоту и количество сценариев обязательного стресс-тестирования, реализуемых в соответствии с Законом о реформировании Уолл-стрит и защите потребителей Додда — Франка с активами менее 250 миллиардов долларов.. Федеральный резервный банк Сан-Франциско действительно имел право по своему усмотрению ежегодно проверять любой банк с активами в 100 миллиардов долларов. Внедряя регулятивные изменения, вице-председатель Федеральной резервной системы Рэндал Куорлз также изменил культуру банковского надзора Федеральной резервной системы, предположительно сделав рутинный надзор менее интенсивным и более предсказуемым.

### Нестабильность
Проверка банка Федеральной резервной системой в 2021 году выявила ряд недостатков в его процедурах управления рисками. Банк не смог зафиксировать шесть ссылок, выданных ФРС, и был помещён под полный надзорный контроль в июле 2022 года. Осенью представители ФРС Сан-Франциско встретились с высшим руководством SVB, чтобы обсудить способность банка привлекать наличные в условиях кризиса и возможную подверженность убыткам из-за повышения процентных ставок. Чиновники ФРС определили, что банк использовал ошибочные модели, которые заставили сотрудников SVB ошибочно полагать, что повышение процентных ставок увеличит процентные доходы банка, чтобы существенно стабилизировать его финансовое состояние. К началу 2023 года ФРС подвергла SVB «горизонтальному пересмотру» своих процедур управления рисками.
За неделю до краха Moody’s Investors Service, как сообщается, проинформировало SVB Financial, холдинговую компанию банка, о том, что ей грозит потенциальное двойное понижение кредитного рейтинга из-за нереализованных убытков. 8 марта 2023 года SVB объявила, что продала свои инвестиции на сумму более 21 миллиарда долларов, заняла 15 миллиардов долларов и проведет экстренную продажу своих акций, чтобы привлечь 2,25 миллиарда долларов, включая 500 миллионов долларов General Atlantic. JPMorgan Chase и Bank of America отказались от возможностей приобрести банк. Несмотря на предпринятые банком шаги, 8 марта Moody’s понизило рейтинг SVB.
Инвесторы нескольких венчурных компаний, в том числе руководители Founders Fund Питера Тиля, Union Square Ventures и Coatue Management, призвали свои портфельные компании вывести свои депозиты из банка, а Founders Fund вывел все свои средства из банка к утру 9 марта. К концу рабочего дня клиенты сняли 42 миллиарда долларов, оставив банк с отрицательным остатком наличности в размере около 958 миллионов долларов. Среди компаний, предоставляющих финансовые услуги, получающих деньги от клиентов SVB, были Brex, JPMorgan Chase, Morgan Stanley и First Republic Bank. Стоимость акций SVB резко падала до тех пор, пока утром 10 марта торги не были приостановлены.
27 февраля генеральный директор SVB Financial Group Грег Беккер продал 12 451 акцию компании на сумму 3,6 миллиона долларов с помощью исполнительного торгового плана, который он подал в SEC в соответствии с правилом 10b5-1 26 января. Это правило подверглось критике как лазейка, позволяющая осуществлять инсайдерскую торговлю. Начиная с 1 апреля SEC потребует минимального 90-дневного периода охлаждения для большинства исполнительных торговых планов.

### Внешнее управление

FDIC временно создала Национальный банк страхования вкладов Санта-Клары (DINB) для распределения застрахованных депозитов, прежде чем заменить его промежуточным банком.

Утром 10 марта эксперты из Федеральной резервной системы и Федеральной корпорации по страхованию вкладов (FDIC) прибыли в офисы SVB, чтобы оценить финансы компании. Несколько часов спустя Калифорнийский департамент финансовой защиты и инноваций издал приказ о вступлении во владение SVB, сославшись на недостаточную ликвидность и неплатежёспособность, и назначил FDIC в качестве получателя. Банкротство SVB стало крупнейшим по размеру активов среди всех банков со времен финансового кризиса 2007—2008 годов и вторым по величине банкротством банка, застрахованного FDIC.
Согласно отчётам регулирующих органов по состоянию на 31 декабря 2022 года, незастрахованные депозиты, по оценкам, составляли 89 процентов от общего объёма депозитов в банке. Поскольку ни один другой банк немедленно не предложил принять их на себя или гарантировать, FDIC организовала Национальный банк страхования вкладов Санта-Клары (DINB), чтобы вновь открыть отделения банка в следующий понедельник и предоставить доступ только к застрахованным вкладам. Компания объявила, что начнет выплачивать дивиденды по незастрахованным фондам в течение следующей недели, поскольку активы SVB были ликвидированы. Агентство Moody’s Investor Service прогнозировало, что уровень возмещения для незастрахованных вкладчиков составит 80-90 процентов. FDIC уведомила сотрудников Silicon Valley Bank о том, что они будут уволены через 45 дней; тем временем она предложила наёмным работникам прибавку к заработной плате на 50 %, а почасовым работникам двойную оплату за любую сверхурочную работу. Федеральный резервный банк Сан-Франциско заявил, что генеральный директор банка Грег Беккер больше не входит в совет директоров.
Одновременные банкротства SVB и нью-йоркского Signature Bank вызвали обеспокоенность состоянием других региональных банков, уделив особое внимание First Republic Bank и Western Alliance. Столкнувшись с возможностью более широкой потери доверия, 12 марта Казначейство предоставило FDIC исключение, позволив ему гарантировать незастрахованные депозиты обоих обанкротившихся банков и покрыть расходы за счет специальных взносов в другие банки-члены. 13 марта FDIC передала активы SVB новому промежуточному банку, Silicon Valley Bridge Bank, N.A., и назначила Тима Майопулоса генеральным директором. Промежуточный банк объединил застрахованные и незастрахованные депозиты в единое учреждение, что сделало его более привлекательным для потенциальных покупателей. Существует спор о том, квалифицируется ли гарантия правительства США по страхованию вкладчиков в полном объёме, а не только в размере 250 000 долларов на счёт, защищённый законом, как финансовая помощь. Президент Джо Байден отрицал, что термин «финансовая помощь» применим в данном конкретном случае. Министр финансов Джанет Йеллен исключила возможность спасения SVB.
Зарубежные дочерние компании Silicon Valley Bank держали депозиты на сумму 13,9 миллиарда долларов. Банк Англии опубликовал заявление о том, что он запросил судебный приказ о введении процедуры неплатёжеспособности дочернего банка банка в Великобритании. Shanghai Pudong Development Bank опубликовал заявление о том, что его совместные операции с SVB, возглавляемые его собственным председателем, базирующимся в Шанхае, не пострадали от краха по состоянию на 11 марта. 13 марта HSBC UK объявил, что согласился приобрести Silicon Valley Bank UK за 1 фунт стерлингов бесплатно для налогоплательщиков и с полной защитой вкладчиков. Канадское регулирующее управление Суперинтенданта финансовых учреждений (OSFI) временно захватило контроль над SVB Canada 12 марта. 15 марта OSFI взяла банк под постоянный контроль и объявила, что реструктурирует SVB Canada в новый промежуточный банк, который будет создан FDIC, после того, как регулятор не смог найти покупателя. Израильские венчурные фонды провели экстренное совещание о помощи израильским стартапам, на грани разорения около 500 компаний. Шведский пенсионный фонд Alecta был 4-м по величине акционером SVB, имел вложения в размере около 600 млн долларов. Британское подразделение банка SVB обслуживало несколько тысяч бизнес-клиентов. Около 200 инвесторов и компаний (более 10 тысяч рабочих мест) подписали письмо в минфин Британии с просьбой о помощи.
Первоначальный аукцион активов SVB, состоявшийся 12 марта, привлек единственную заявку, которая была не от банка, после того, как PNC Financial Services и RBC Bank отказались от предложений. Bank of America, JPMorgan Chase и Goldman Sachs отказались делать предложения. FDIC отменила аукцион, назначив второй, чтобы привлечь заявки от крупных банков, теперь, когда определение системного риска банка позволяет FDIC страховать все депозиты. Сообщается, что First Citizens BancShares рассматривает заявку. FDIC решила продать SVB Private (бывший Boston Private) отдельно от Silicon Valley Bridge Bank. Кредитный портфель банка, который Moody’s недавно оценило как консервативный и высокоэффективный, не был фактором краха и считается привлекательным активом. Частные инвестиционные компании, включая Apollo Global Management, Blackstone Inc. и Kohlberg Kravis Roberts, рассматривают возможность покупки кредитов банка. FDIC предоставила традиционным банкам преимущество перед частными инвестиционными фирмами, ограничив проверку финансовой отчётности банка учреждениями, имеющими банковский устав.
Тем временем Майопулос призвал венчурных капиталистов и стартапы хранить свои депозиты в промежуточном бакнке, по-видимому, для улучшения финансового состояния банка. Он предложил клиентам вернуть часть депозитов, которые они недавно вывели из банка, в рамках стратегии диверсификации. Группа венчурных капиталистов призвала вкладчиков хранить по крайней мере половину своего капитала в банке.
SVB Financial Group начал изучать возможность продажи дочерних компаний банка SVB Capital и SVB Securities. Основатель последней, Джеффри Лиринк, выразил заинтересованность в выкупе фирмы. Однако финансы этих компаний тесно переплетены с Silicon Valley Bank, что может осложнить любую продажу. Компания подала заявление о банкротстве согласно главе 11 через неделю после банкротства банка. Сообщается, что группа, включающая Centerbridge Partners, Davidson Kempner Capital Management и PIMCO, купила долю в компании в ожидании банкротства. Федеральная корпорация по страхованию вкладов США не смогла найти покупателя на весь банк целиком, в связи с чем 19 марта было принято решение продать его по частям.
26 марта Федеральная корпорация по страхованию вкладов сообщила, что активы и депозиты Silicon Valley Bank будут выкуплены финансовым холдингом First Citizens BancShares.

## Последствия
Эксперты изначально не ожидали, что крах SVB создаст системный риск для финансовой системы США. Однако, хотя эксперты считают, что эти последствия носят временный характер, крах банка создал трудности для некоторых технологических стартапов, а компании, имеющие значительные незастрахованные депозиты и низкий денежный поток, столкнулись со значительными рисками.

### Клиенты

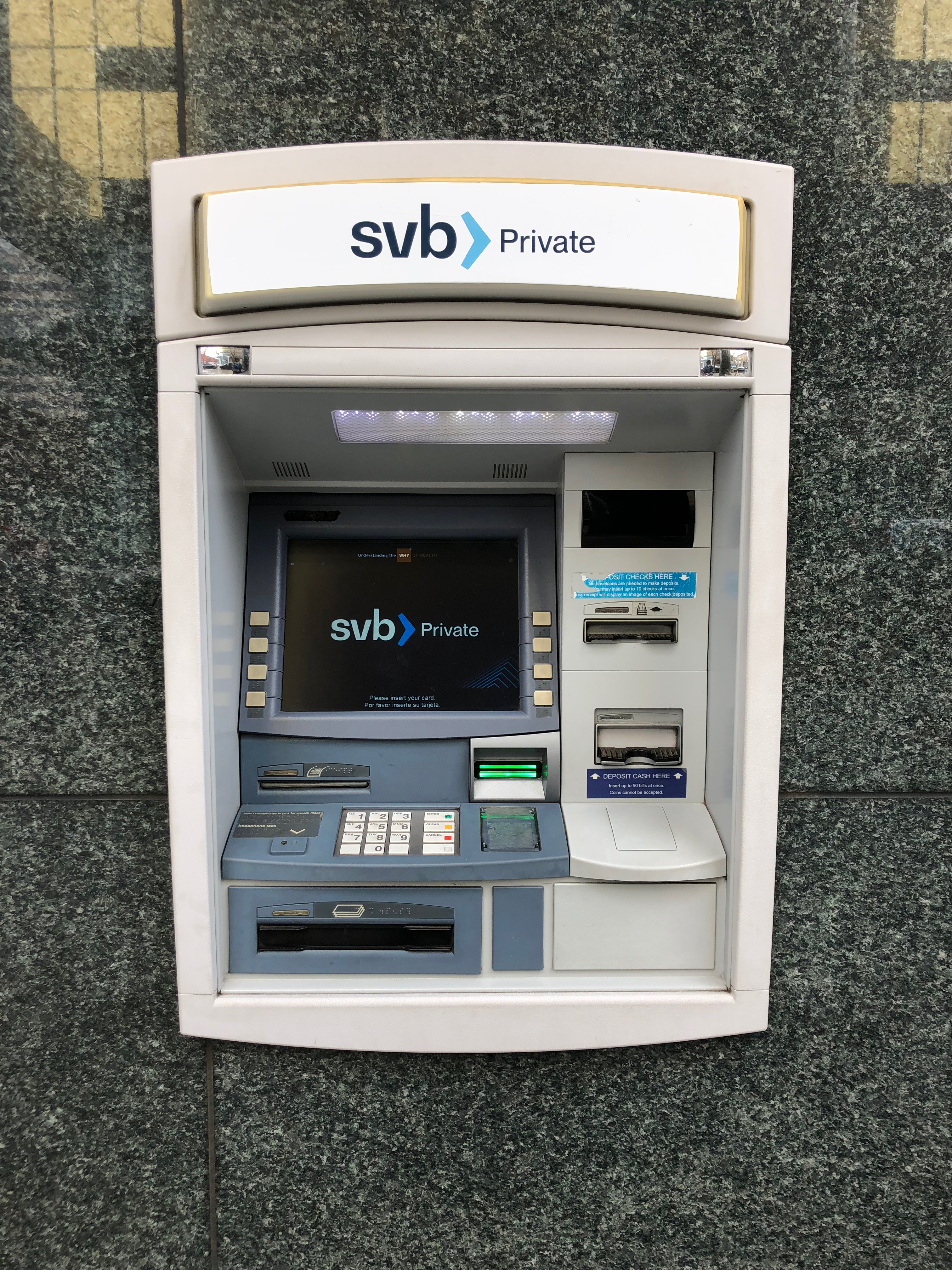
Частный банкомат SVB в Сан-Хосе, Калифорния, 12 марта 2023 года

Многие стартапы не смогли вернуть деньги, в результате чего компании брали кредиты для выплаты заработной платы. Поскольку законодательство штата Калифорния требует, чтобы сотрудникам выплачивали зарплату в течение определённого количества дней, продолжающаяся неспособность получить доступ к депозитам могла привести к тому, что большое количество стартапов уволили работников, сократили свою рабочую силу путем увольнений или полностью закрылись. Крах банка также сокращает доступное финансирование для стартапов на рынке венчурного долга, значение которого возросло по мере того, как фирмы венчурного капитала резко сократили свои инвестиции. Компания электронной коммерции Etsy была вынуждена задержать выплаты продавцам; компания использовала SVB для отправки депозитов некоторым продавцам. Крах банка совпал с началом ежегодной интерактивной конференции South by Southwest, ориентированной на стартапы, в Остине, штат Техас. Помимо некоторых сбоев, вызванных кредитными картами SVB, участники сохраняли атмосферу спокойствия во время мероприятия. В первые дни после краха основатели стартапов и другие клиенты выстраивались в очередь перед отделениями банков в Силиконовой долине и Сан-Франциско, стремясь снять свои депозиты или узнать статус своих банковских переводов. 13 марта многие технологические предприниматели восстановили доступ к своим депозитам.
В заявлении Комиссии по ценным бумагам и биржам (SEC) потоковая медиа-компания Roku, Inc. показала, что около четверти денежных резервов компании — 487 миллионов долларов — принадлежало SVB. Другие компании, пострадавшие от краха, включают разработчика видеоигр Roblox Corporation, видеохостинг Vimeo, и обработчик заработной платы Rippling. Более 1500 технологических стартапов, связанных с изменением климата, взяли кредиты или имели кредитные линии в Silicon Valley Bank. Провал произошёл в чувствительное время, когда многие подобные стартапы расширялись, чтобы удовлетворить ожидаемый спрос в соответствии с Законом о снижении инфляции от 2022 года.
За пределами сферы технологических стартапов Vox Media и BuzzFeed сосредоточили свои наличные в банке, и Vox Media увидели, что их кредитные карты, выпущенные SVB, перестали работать. Крах SVB также затронул калифорнийскую винодельческую промышленность, поскольку он был ведущим региональным винодельческим банком. Пострадали также некоторые винодельни штата Орегон. Подразделение премиальных вин банка имело около 1,1 миллиарда долларов непогашенных кредитов примерно 400 клиентам. Винные компании губернатора Калифорнии Гэвина Ньюсома были среди клиентов банка. Бизнесмен Марк Кьюбан, по сообщениям, имел миллионы в банке, вместе со его побочным предприятием Cost Plus Drugs.
С 2002 года банк привлек 2,7 миллиарда долларов кредитов и инвестиций, в том числе 1,6 миллиарда долларов займов с 2014 года, на строительство почти 10 000 единиц доступного жилья в Силиконовой долине и Сан-Франциско, а также доступного жилья в Массачусетсе (после приобретения Boston Private в 2021 году). Крах оставил 11 проектов в районе залива Сан-Франциско в подвешенном состоянии., плюс ещё два в Лос-Анджелесе и Центральной долине. Защитники жилищного строительства предсказывали задержки и трудности с получением финансирования. Некоторые некоммерческие организации ожидают, что будут справляться с последствиями краха банка в течение нескольких месяцев. В результате приобретения SVB Boston Private компания предоставила бесплатные банковские услуги многим некоммерческим организациям в округе Сан-Матео, Калифорния, которым потребовалось перенаправить пожертвования на альтернативные банковские счета.
Ахмад Томас, генеральный директор Silicon Valley Leadership Group, членом которой был банк, описал неудачу как удар по экосистеме стартапов в районе залива Сан-Франциско и отметил, что будет трудно воспроизвести бизнес-модель банка.

### Акционеры
Холдинговая компания банка Силиконовой долины, SVB Financial Group, входила в S&P 500. На момент краха её крупнейшими акционерами были The Vanguard Group, BlackRock и State Street Corporation, которые владели акциями крупных биржевых фондов, отслеживающих показатели S&P 500. Южнокорейская национальная пенсионная служба владела 100 000 акциями холдинговой компании SVB, SVB Финансовая группа. По состоянию на июнь 2022 года CalPERS (пенсионный фонд штата Калифорния) владел облигациями банка на сумму около 67 миллионов долларов, или менее двух процентов от одного процента от общего объёма инвестиций.
13 марта акции аналогичных региональных банков, включая First Republic Bank, Western Alliance Bancorporation и PacWest Bancorp, резко упали.

### Финансовая система
Рыночная капитализация американских банков потеряла в общей сложности 100 миллиардов долларов за два дня, а европейские банки потеряли 50 миллиардов долларов. Убытки SVB высветили проблему, с которой могут столкнуться банки, поскольку повышение процентных ставок снизило рыночную стоимость облигаций, которые они приобрели в рамках политики низких ставок. Некоторые компании искали спасения в крупных коммерческих банках, переводя свои депозиты из региональных банков, подобных Silicon Valley Bank, что вызывает опасения по поводу дальнейшей нестабильности в банковском секторе. Несколько банков, таких как First Republic Bank и Western Alliance Bancorporation, выпустили пресс-релизы, стремясь успокоить инвесторов.
Несмотря на эти опасения, банковские эксперты полагают, что другие банки останутся стабильными, поскольку SVB чрезмерно специализировался на предоставлении банковских услуг рискованному сектору экономики, а финансовое регулирование ужесточилось после финансового кризиса 2008 года, который предшествовал «Великой рецессии». В 2021 году SVB достигла порога в соответствии с Законом Додда-Франка, требующего от неё представить план урегулирования («живое завещание») в FDIC, что она и сделала в следующем году. Он не участвовал в периодическом стресс-тестировании в соответствии с законом, поскольку порог для этого требования был повышен в 2018 году в соответствии с EGRRCPA; исполнительный директор SVB был среди тех, кто просил об изменении.
12 марта 2023 года Signature Bank также был закрыт, перейдя во владение Департамента финансовых услуг штата Нью-Йорк. После банкротств банков Федеральная резервная система объявила о создании программы срочного банковского финансирования для поддержания ликвидности для других банков, подверженных риску.
Circle, компания по технологии одноранговых платежей, выпускающая стейлбкоин USD Coin (USDC), подтвердила, что SVB является одним из шести банковских партнеров, используемых компанией для управления своими денежными резервами для USDC, где хранятся 3,3 миллиарда долларов (примерно 8 %) её денежных резервов. Цена USDC упала ниже установленного обменного курса в 1 доллар США во время торгов 10 и 11 марта, в результате чего Coinbase приостановила конвертацию между USDC и долларами США. USDC восстановила большую часть потерь после того, как Circle заверила инвесторов, что привязка останется соблюдённой.
Инвесторы и экономисты отметили, что ранее ожидавшееся повышение процентной ставки Федеральной резервной системы 22 марта стало менее вероятным в результате краха SVB и других недавних банкротств банков.
Неудача осложняет продолжающиеся усилия крупных банков по лоббированию требования Федеральной резервной системы о том, чтобы они владели денежными эквивалентами государственных ценных бумаг, таких как казначейские облигации, в которые инвестировал Silicon Valley Bank.

### Правовые действия
13 марта Совет управляющих Федеральной резервной системы объявил о расследовании вице-председателем по надзору Майклом Барром надзора и регулирования банка, которое будет обнародовано к 1 мая. Комиссия по ценным бумагам и биржам США и Министерство юстиции США, как сообщается, начали расследование финансовой информации банка и недавних торговых планов руководителей.
13 марта акционер SVB подал коллективный иск по ценным бумагам против компании в окружной суд США по Северному округу Калифорнии, обвинив в мошенничестве из-за ложных заявлений, сделанных руководителями и банком.
Сенатор Элизабет Уоррен из Массачусетса представила законопроект, поддержанный примерно 50 демократами в Сенате и Палате представителей, который отменит некоторые положения EGRRCPA, включая регулярное стресс-тестирование. Сенатор Шеррод Браун из Огайо объявил о планах провести слушания в Конгрессе по поводу банкротства банка.

### Рост криптовалют
На фоне закрытия SVB эксперты стали прогнозировать быстрый рост криптовалют. Так, Роберт Кийосаки призвал покупать биткоин в ожидании «вторжения фальшивых денег». «Начинается „спасение“. Больше фальшивых денег наводнят больную экономику. Всё ещё рекомендую то же решение. Покупайте больше G (gold — золото), S (silver — серебро), BC (bitcoin — биткоин). Будьте осторожны. Впереди аварийная посадка», — написал предприниматель.
По состоянию на утро понедельника 13 марта, биткоин вырос на 10 % (до 22,43 тыс. долларов). Курсы ведущих альткоинов также показали рост. Ethereum (ETH) подорожал за сутки на 14 %, до 1,66 тыс. долларов. Курс BNB (BNB) поднялся на 13,1 %, до 309 долларов, Cardano (ADA) — на 14,9 %, до 0,35 долларов. Сильнее всего из топ-100 криптовалют подорожала монета Conflux (CFX), её цена поднялась на 63,9 %, до 0,23 долларов. Общая рыночная капитализация криптовалют за сутки выросла на 12,5 %, до 1,1 трлн долларов.

## Мнения экспертов
Бывший министр финансов США Ларри Саммерс считает, что с учётом возможности государственного вмешательства, нет причин для беспокойства относительно того, что банкротство SVB окажет отрицательное воздействие на другие части финансового рынка. Некоторые банковские эксперты полагают, что другие банки способны оставаться стабильными. По их мнению, крах SVB вряд ли создаст риск для финансовой системы США.
Вместе с тем, ряд экспертов и аудиторов опасается, что возникшая в результате банкротства банка нестабильность может привести к более крупному кризису и рецессии в экономике США. По мнению финансового аналитика Дмитрия Голубовского, в США начался банковский кризис.

## Реакция властей
11 марта президент США Джо Байден обсудил ситуацию с губернатором Калифорнии Гэвином Ньюсомом.
Экономический советник Белого дома Сесилия Роуз выразила уверенность в стабильности банковской системы.
Премьер-министр Израиля Биньямин Нетаньяху пообещал предпринять шаги, чтобы помочь израильским технологическим компаниям преодолеть кризис.
12 марта Минфин США, ФРС и Федеральная корпорация по страхованию вкладов приняли совместное решение о компенсации потерь вкладчикам SVB и Signature Bank.